# Hovet
Hovet is een multifunctionele arena in de Zweedse stad Stockholm. De arena had in het begin geen dak. Dit werd in 1962 gebouwd. Daarnaast werd de binnenkant gerenoveerd in 2002: alle stoelen werden vervangen en er werd een restaurant toegevoegd. De capaciteit van de arena is 8.300 toeschouwers tijdens ijshockey-evenementen en 8.000 toeschouwers tijdens concerten.